# Tweepuntige lijnbladroller
De tweepuntige lijnbladroller (Phiaris bipunctana) is een vlinder uit de familie bladrollers (Tortricidae). De wetenschappelijke naam is voor het eerst geldig gepubliceerd in 1794 door Fabricius.
De soort komt voor in Europa.